# Orden des Marienland-Kreuzes

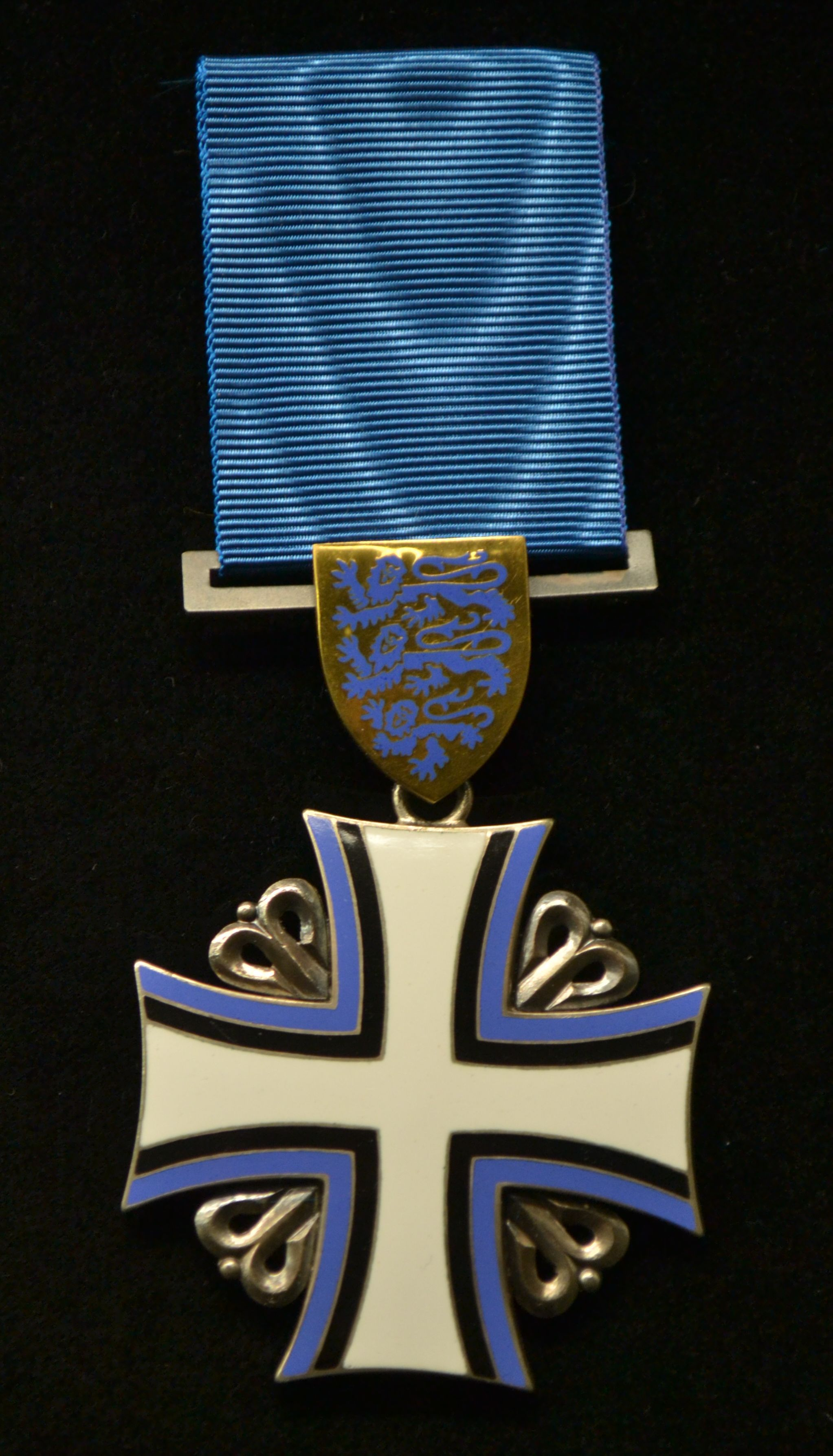
Der Orden des Marienland-Kreuzes

Der Orden des Marienland-Kreuzes (estnisch Maarjamaa Risti teenetemärk) ist eine staatliche Auszeichnung der Republik Estland, die an ausländische Staatsbürger für außerordentliche Verdienste um die Republik Estland verliehen wird. Der Orden wurde 1995 zu Ehren der Unabhängigkeit Estlands eingeführt. Der Orden des Marienland-Kreuzes wird vom estnischen Präsidenten verliehen.

## Etymologie
Der Name „Marienland-Kreuz“ geht darauf zurück, dass die Livländische Konföderation, zu der auch das Gebiet des heutigen Estlands gehörte, im Spätmittelalter und in der Frühen Neuzeit auch als Marienland (lateinisch terra mariana) bezeichnet wurde.

## Kategorien
Der Orden des Marienland-Kreuzes wird in sechs Kategorien verliehen: 
- die Spezial-Kategorie: Collane des Ordens des Marienland-Kreuzes
- fünf Grund-Kategorien: Orden des Marienland-Kreuzes der 1. bis 5. Kategorie

Die einzelnen Kategorien unterscheiden sich nur in den Bändern, an denen der Orden angebracht ist. Der Orden selbst hat in allen Kategorien die gleiche Größe und dasselbe Design. In den Kategorien 1 bis 3 gibt es eine Version für weibliche Würdenträger, die mit einem schmaleren Band ausgestattet ist.
- I. Klasse
- II. Klasse
- III. Klasse
- IV. Klasse
- V. Klasse

## Ordensträger
- Liste der Träger der Collane des Ordens des Marienland-Kreuzes
- Liste der Träger des Ordens des Marienland-Kreuzes (I. Klasse)
- Liste der Träger des Ordens des Marienland-Kreuzes (II. Klasse)
- Liste der Träger des Ordens des Marienland-Kreuzes (III. Klasse)
- Liste der Träger des Ordens des Marienland-Kreuzes (IV. Klasse)
- Liste der Träger des Ordens des Marienland-Kreuzes (V. Klasse)